# 40 Aquarii
40 Aquarii, som är stjärnans Flamsteed-beteckning, är en ensam stjärna belägen i den mellersta delen av stjärnbilden Vattumannen. Den har en skenbar magnitud på 6,93  och kräver åtminstone en handkikare för att kunna observeras. Baserat på parallaxmätning inom Hipparcosuppdraget på ca 4,5 mas, beräknas den befinna sig på ett avstånd på ca 726 ljusår (ca 223 parsek) från solen. Den rör sig närmare solen med en heliocentrisk radialhastighet på ca -2 km/s. Stjärnan är belägen nära ekliptikan och därför föremål för ockultationer med månen.

## Egenskaper
40 Aquarii är en gul till vit underjättestjärna  av spektralklass G5 IV, som har förbrukat förrådet av väte i dess kärna och påbörjat utvecklingen till en jättestjärna. Den har en radie som är ca 10 gånger större än solens och utsänder från dess fotosfär ca 154 gånger mera energi än solen vid en effektiv temperatur av ca 5 400 K.